# Niña errante (película)
Niña errante es una película dramática colombiana de 2019 dirigida y escrita por Rubén Mendoza. La cinta, que fue exhibida en varios festivales a nivel internacional, ganó el Lobo Dorado en el Festival de Cine Black Nights de Tallin en 2018. En febrero se anunció que la cinta sería la encargada de abrir el Festival Internacional de Cine de Cartagena, el día 6 de marzo de 2019.

## Sinopsis
La adolescente Ángela (Sofía Paz Jara) conoce a sus tres hermanastras adultas (Carolina Ramírez, Lina Marcela Sánchez, María Camila Mejía) por primera vez cuando su padre muere. Temiendo que Ángela termine bajo la tutela del estado, las hermanas se embarcan en un viaje de 900 millas a través de Colombia para dejar a la joven con una tía a la que ni siquiera conoce.

## Reparto
- Sofía Paz Jara es Ángela.
- Carolina Ramírez es Carolina.
- Lina Marcela Sánchez es Paula.
- María Camila Mejía es Gabriela.

## Premios y nominaciones
| Año  | Evento                                | Categoría      | Recipiente   | Resultado |
| ---- | ------------------------------------- | -------------- | ------------ | --------- |
| 2018 | Festival de Cine Tallinn Black Nights | Mejor película | Niña errante | Ganadora  |
| 2018 | Festival de Cine Tallinn Black Nights | Mejor música   | Las Ánez     | Ganadora  |